# Козуль (Республика Алтай)
Козуль (алт. Козул) — село в Усть-Канском районе Республики Алтай России. Административный центр Козульского сельского поселения.

## География
Расположено в горно-степной зоне западной части Республики Алтай и находится у реки Козуль.
Уличная сеть состоит из шести географических объектов:
Урочище Ак-Сала, ул. Им М.Ялбакова, ул. Им Т.Казакова, ул. имени В. Д. Папитова (в честь представителя  колхоза), ул. Модорова, ул. Молодежная.
Абсолютная высота 968 метров выше уровня моря
.

## Население
| 2010 | 2011 | 2012 | 2013 | 2014 | 2015 |
| ---- | ---- | ---- | ---- | ---- | ---- |
| 535  | ↘534 | ↘506 | ↘505 | ↘502 | ↗519 |
| 2016 |      |      |      |      |      |
| ↘501 |      |      |      |      |      |

Национальный состав
Согласно результатам переписи 2002 года, в национальной структуре населения алтайцы составляли 100 % от общей численности населения в 534 жителей.

## Инфраструктура
МБОУ «Козульская СОШ» (ул. Молодежная 17)
Почтовое отделение КОЗУЛЬ (ул. им Т.Казакова, 12)
Администрация сельского поселения.

## Транспорт
Автодорога регионального значения «Подъезд к с. Козуль» (идентификационный номер 84К-59) протяженностью 2,2 км (Постановление Правительства Республики Алтай от 12.04.2018 N 107 «Об утверждении Перечня автомобильных дорог общего пользования регионального значения Республики Алтай и признании утратившими силу некоторых постановлений Правительства Республики Алтай»).
Подъездная дорога выходит на автодорогу регионального значения «Усть-Кан — Коргон» (идентификационный номер 84К-109) 63,055 км.
Просёлочные дороги.